# 克柳切夫火山
克柳切夫火山（羅馬化：Klyuchevskaya sopka）是俄羅斯一座活躍的複式火山，位於遠東地區的堪察加半島上，海拔4,835公尺，距離白令海60公里，距其最近的城鎮是火山腳下30公里處的克柳奇鎮，是西伯利亞最高山，也是歐亞大陸海拔最高的活火山。

## 活躍火山

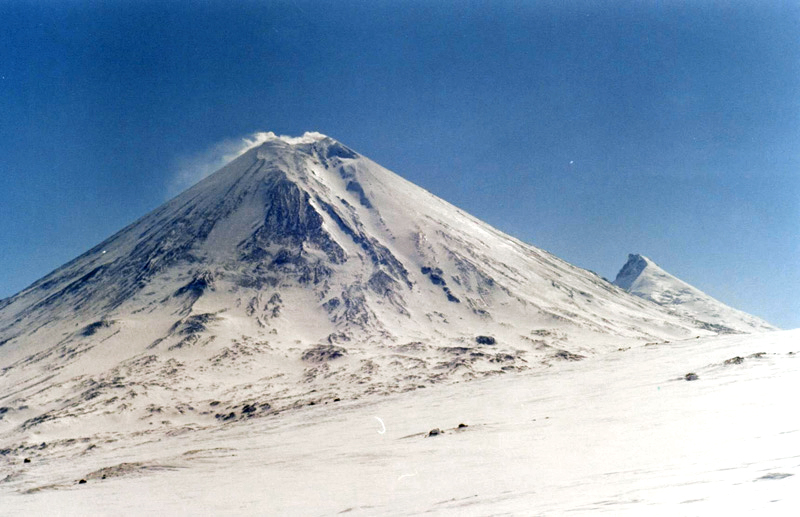
2006年7月的克柳切夫火山

首度有文獻紀錄的爆發是在1697年，1788年首次有人類登頂。最近一次爆發是在2025年。在當地原住民心中是所有火山中最神聖的，因為這裡是神創造世界的地方。该火山仍属活躍期，会随时喷发。

## 2010年火山爆發
2010年10月28日早晨，克柳切夫火山和舍维留奇火山（Шивелуч）噴發出大量的火山灰。隨著風勢火山灰侵入130公里外人口5,500人的烏斯季堪察茨克鎮，能見度不超過10至15米。鎮內交通被迫中斷，機場關閉。烏斯季堪察加茨克區緊急情況委員會決定關閉所有的幼兒園及學校，除相關重要單位外，其他部門停止上班。地區政府建議當地居民在3天內不要外出，盡量待在家中，以免吸入火山灰。

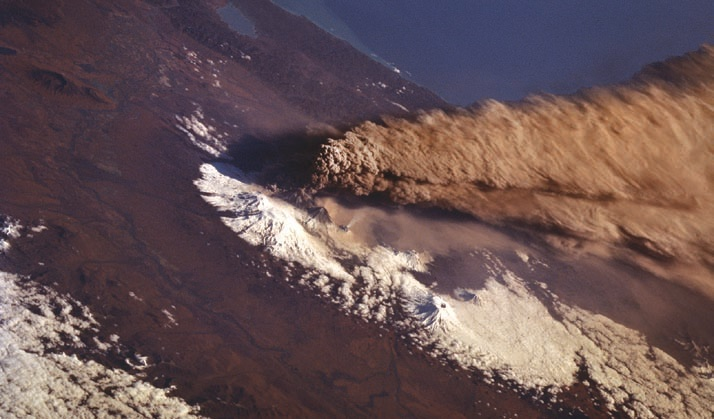
1994年10月的噴發
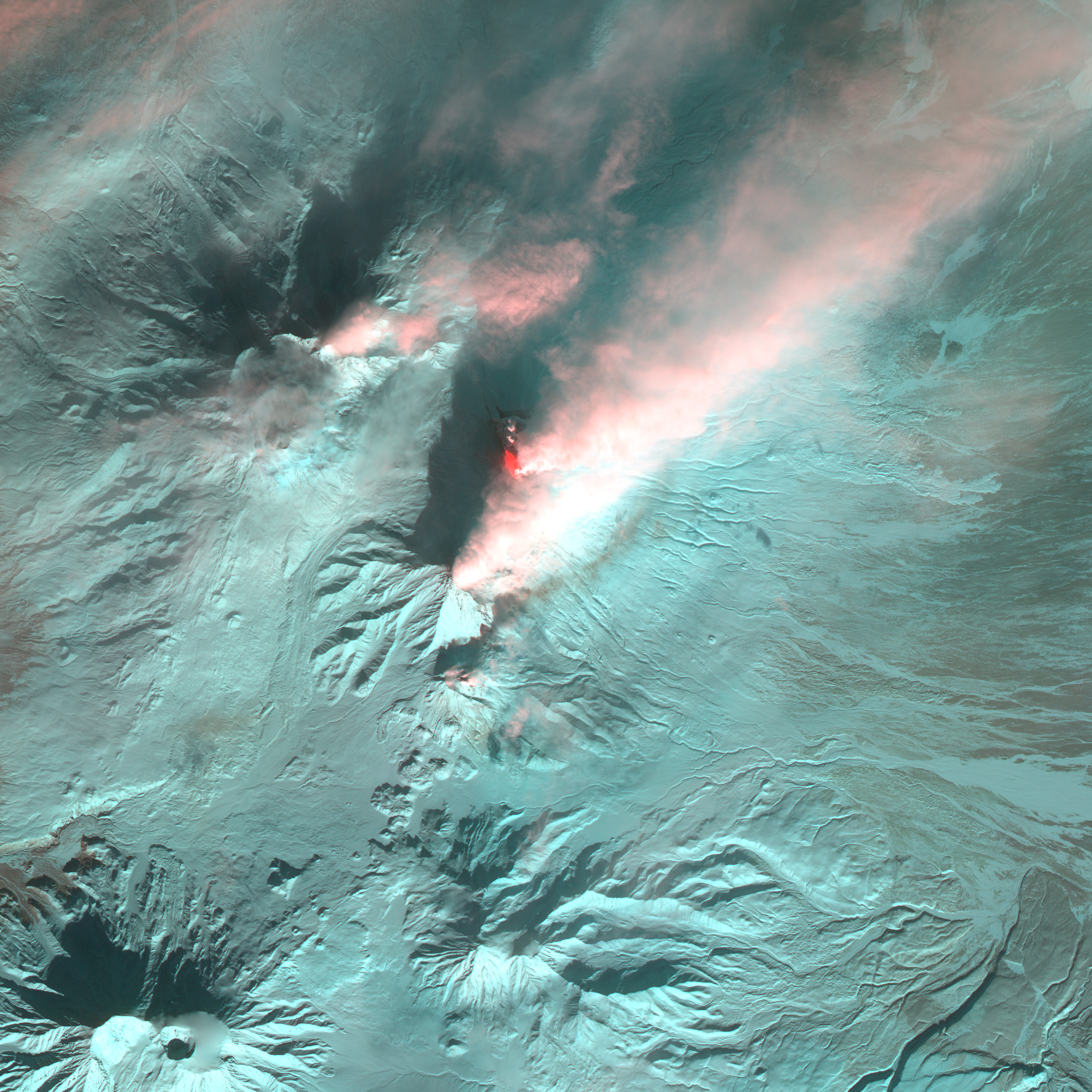
2005年2月的噴發
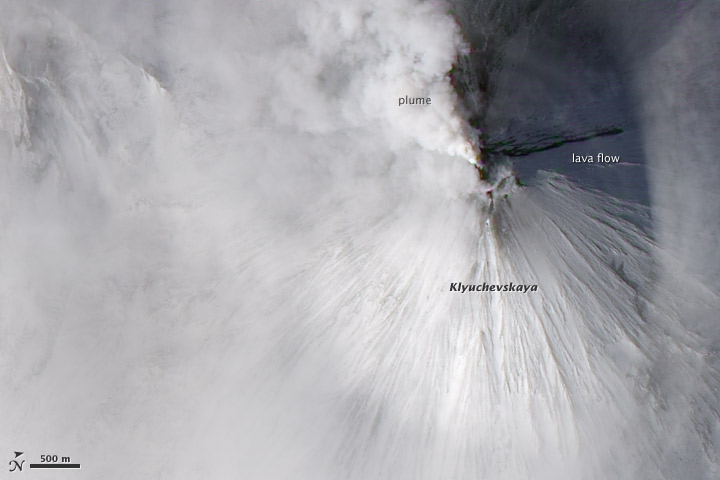
2010年3月的噴發

## 2025年火山爆發
2025年7月30日上午，堪察加半島外海發生芮氏規模8.8強震，克柳切夫火山因而再度噴發，俄羅斯官方尚未發布火山噴發的衝擊評估細節或者疏散令，但是噴發時間點意味著，地質構造擾動和這座複式火山再度活躍可能存有關係。

## 外部連結
- Текущая активность вулкана Ключевской （俄文）
- Крупномасштабное изображение вулкана в режиме On-line （俄文）
- Изображение вулкана в режиме On-line （页面存档备份，存于） （俄文）
- Подробная информация о вулкане （页面存档备份，存于） （俄文）
- Kliuchevskoi at Global Volcanism Program （页面存档备份，存于） （英文）
- 克柳切夫火山喷发期间现罕见现象 （页面存档备份，存于）